# 无距宾川乌头
无距宾川乌头（学名：Aconitum duclouxii var. ecalcaratum）为毛茛科乌头属下的一个变种。

## 扩展阅读
- 維基物種上的相關：无距宾川乌头